# Youngster Coast Challenge 2025
De vijfde editie van de Belgische wielerwedstrijd Youngster Coast Challenge vond plaats op 21 maart 2025. De wedstrijd startte in Bredene en finishte 170,9 kilometer later in Koksijde. De wedstrijd maakte deel uit van de UCI Europe Tour, met de categorie 1.2U. Door die categorie was de wedstrijd enkel toegankelijk voor beloften. Op dezelfde dag werd ook de Bredene Koksijde Classic georganiseerd. De Youngster Coast Challenge wordt gezien als de Bredene Koksijde Classic voor beloften. De Belg Sente Sentjens won, voor de Martinikaan Emmanuel Houcou en de eveneens Belgische Liam Van Bylen.

## Uitslag
| Plaats  | Naam               | Ploeg                      | Tijd     |
| ------- | ------------------ | -------------------------- | -------- |
| Winnaar | Sente Sentjens     | Alpecin-Deceuninck Dev.    | 3u34'22" |
| 2       | Emmanuel Houcou    | Arkéa-B&B Hotels Cont.     | z.t.     |
| 3       | Liam Van Bylen     | Lotto Dev.                 | z.t.     |
| 4       | Jed Smithson       | Visma \| Lease a Bike Dev. | z.t.     |
| 5       | Thomas Capra       | Bahrain Victorious Dev.    | z.t.     |
| 6       | Bruno Kessler      | REMBE \| rad-net           | z.t.     |
| 7       | Patrick Frydkjær   | Lidl-Trek Future           | z.t.     |
| 8       | Tobias Müller      | Wanty-ReUz-Technord        | z.t.     |
| 9       | Wout Joore         | Mini Discar                | z.t.     |
| 10      | Milan De Meester   | Urbano-Vulsteke-Bumaco     | z.t.     |
| 11      | Matys Grisel       | Lotto Dev.                 | z.t.     |
| 12      | Jens Verbrugghe    | Israel Premier Tech Acad.  | z.t.     |
| 13      | Lars Vanden Heede  | Soudal Quick-Step Dev.     | z.t.     |
| 14      | Sebastian Grindley | Lidl-Trek Future           | z.t.     |
| 15      | Eliott Boulet      | Cont. Groupama-FDJ         | z.t.     |
| 16      | Karl Kurits        | Israel Premier Tech Acad.  | z.t.     |
| 17      | Niels De Clerck    | Urbano-Vulsteke-Bumaco     | z.t.     |
| 18      | Kristian Egholm    | Lidl-Trek Future           | z.t.     |
| 19      | Mil Morang         | Lotto Kern-Haus PSD Bank   | z.t.     |
| 20      | Reef Roberts       | Cont. Groupama-FDJ         | z.t.     |